# حزب الدعوة الشعبي الإندونيسي
حزب الدعوة الشعبي الإندونيسي هو حزب سياسي إسلامي إندونيسي، أسسه فريد عقبة وإسلاميون إندونيسيون آخرون في 31 مايو 2021. اتُهم الحزب لاحقًا بالانتماء إلى الجماعة الإسلامية وأصبح مركز حملة في 16 نوفمبر 2021. صدم هذا الاتهام العديد من الإندونيسيين لأنه من المحتمل أن تكون هذه هي المرة الأولى في التاريخ الإندونيسي التي تخفي فيها منظمة إرهابية محتملة عملياتها كحزب سياسي وحاولت التدخل والمشاركة في النظام السياسي الإندونيسي.

## القمع
في 16 نوفمبر 2021 ألقت الشرطة الوطنية الإندونيسية من خلال مفرزة 88 التابعة لها القبض على فريد عقبة الزعيم الوطني للحزب في بيكاسي. معه تم القبض أيضًا على مسؤول حزبي وعضو رفيع المستوى في مجلس العلماء الإندونيسي. في البداية تم ذكرهم جميعًا على أنهم تم القبض عليهم نظرًا لكونهم عضوًا بارزًا ونشطًا ومرتفعًا في الجماعة الإسلامية، والتي كانت تعمل تحت الأرض لفترة طويلة من الزمن واتُهمت بارتكاب تمويل إرهابي نشط من خلال منظمة أمامية.